# Melanochyla bullata
Melanochyla bullata är en sumakväxtart som beskrevs av Ding Hou. Melanochyla bullata ingår i släktet Melanochyla och familjen sumakväxter. Inga underarter finns listade i Catalogue of Life.